# Inmigración catalana en Paraguay
La inmigración catalana en Paraguay se inició con la Conquista, pero tuvo su mayor auge a finales del siglo XIX y principios del siglo XX, como resultado de la guerra civil española.

## Historia
Si bien las regiones del Levante, entre ellas Cataluña, contribuyeron en menor grado que otras en la conquista y colonización de América, a partir del advenimiento de los Borbones en 1700 y su consolidación en 1713 con la Paz de Utrecht, la emigración de peninsulares creció considerablemente.
Estos fueron hombres de negocios, artesanos y labradores, de miras menos altruistas, pero de mayor efectividad económica que la de aquellos viajeros del siglo XVI que habían sido soldados y conquistadores.
El Paraguay colonial contó con dos gobernadores catalanes: Jaime San Just (1749-1761). Impulsó el cultivo del tabaco negro torcido que, junto con la yerba mate, constituyó uno de los rubros más importantes de la economía colonial paraguaya; Joaquín de Alós y Brú, (1786-1796), nacido en Barcelona en 1746. Ordenó la fundación del Fuerte de Borbón en 1792 como testimonio de la soberanía hispánica sobre la portuguesa.
En el comercio de la yerba, cuero, maderas y otros productos de exportación paraguaya al Río de la Plata, surgen a fines del siglo XVIII importantes hombres de negocios procedentes de Cataluña, como Jacinto de Vila y Buscas, Bernardino de Toca y Maza, los Ozcariz, Carreras, Doria, Durán, Salvat, Vallet, y otros.
Pero la gran masa migratoria catalana al Paraguay se dio a fines del siglo XIX, posterior a la Guerra Grande y se extendió hasta las primeras décadas del siglo pasado.

## Legado catalán en el Paraguay

### En las arquitectura
Constructores de obras de la talla de Enrique Clarí, Juan Balart, José Marsal, Teodoro Martí, Juan Bragulat; Esteban Vert, Juan Vallverdu i Baldrich y el escultor Jaime Miquel Moray, dejaron su estilo y arte en magníficos edificios que son hoy el orgullo de la ciudad de Asunción.

### En las artes
Esculturas de Jaime Miquel se hallan plasmadas en el Oratorio de la Virgen de la Asunción y Panteón de los Héroes. No faltaron pintores como Manuel Sabat que, al decir de Josefina Plá, fue el primero en pintar el genuino tipo de kygua verá; también pintó el telón de boca del nuevo Teatro Nacional (hoy Municipal), propiedad entonces, del empresario de teatro Baudilio Alió, también catalán. 
Francisco Torné Gavaldá pintó más de 2.000 paisajes paraguayos; muchos de ellos se pueden apreciar en museos del Brasil, México, Paraguay, Perú, Uruguay y Gran Bretaña. 
Joaquina Pujol Soteras, de la alta burguesía catalana, arribó al Paraguay con su esposo José Costa Martí en 1916. Ella era concertista de piano y, apenas arribó al país, ofreció dos conciertos a beneficio del Hospital de Clínicas.  
También sobresalieron Isabel Alió, soprano lírica; Margarita Xirgú, brillante actriz que visitó Paraguay en 1946, junto con su compañía teatral.

### En la industria
Entre los hombres de negocios se puede citar a Rius y Jorva, Pujol, Costa Martí, Achón, Grau, Pallarés, Seall, Tarrés, Borrell, Marsal, Sol, Puigbonet, Cartañá, Ribera, Escribá, Figueres, Espelt, Subiráchs, Font, Brossa, Giralt, Palau, Roca, Quell y Carrón, Vidalesau con su ya tradicional Casa de Música y Pedro Marés i Inglés, pionero de las artes gráficas en el Paraguay.
Entre los panaderos y confiteros catalanes se encuentran los Fontclara, Ferrer, Gamell y Bigordá. 

### En el cine

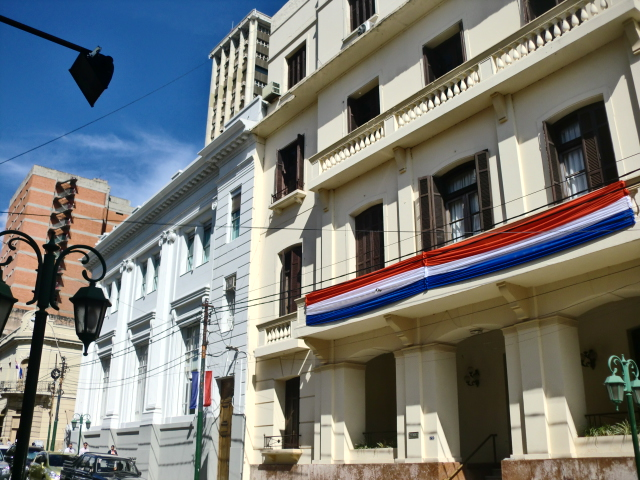
Varios edificios de la capital son obra de constructores catalanes.

Esteban Estragó i Trías, nacido en Gerona, fue uno de los pioneros en la industria cinematográfica con varias salas de cine en Asunción y San Lorenzo; los Cañizá hicieron lo propio en el barrio Santísima Trinidad de la capital. 

### En el Leprocomio Santa Isabel
Por su parte, Asunción Comellas i Villafranca, religiosa vicentina, dedicó sus mejores años al cuidado de los leprosos de Sapucái.

## Fundación del Centre Català de Asunción
A comienzos del siglo XX, residentes catalanes en Asunción decidieron fundar un Centro de Arte y Cultura; fueron ellos: José Mestre, Enric Clarí, Joan Brossa, Joseph Codina, Igaznci Clariá, Santiago Puigbonet, Amadeo Gratacós, Joseph Dalmau, Jospe Costa, Salvadó Espelt, Frances Cartañá y Ramón Sol.
El 22 de noviembre de 1914, quedó constituido el Centre Català d'Assumpció (Centro Catalán de Asunción), en el local de la Pensión Royal de Jaume Margarit, sito en Ayolas n.º 56. Este rentó a la nueva entidad parte de su propiedad consistente en una sala con ventana sobre la calle Buenos Aires (El Paraguayo Independiente) y un sector del mirador ubicado sobre la calle Ayolas n.º 65 (Museo de la Ciudad -Manzana de la Rivera). El alquiler subió de 250 pesos de curso legal a 300 al quedar incluidos en la renta, las cadiras, taules, llum, neteige y otros (sillas, mesas, luz, limpieza).

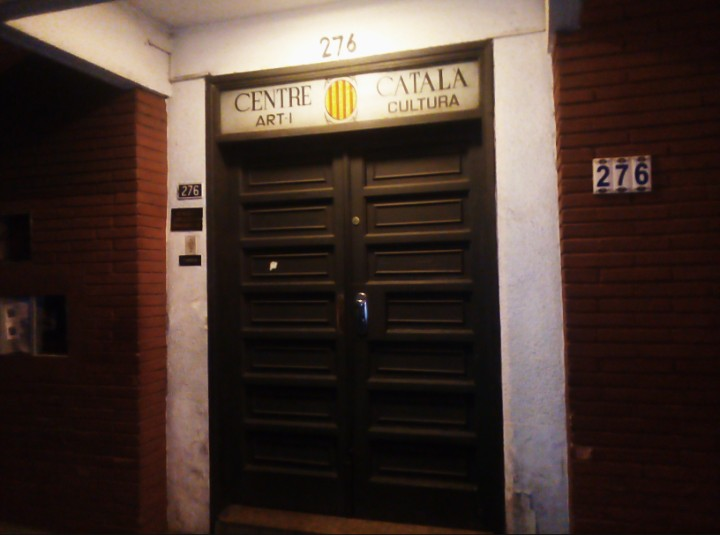
El Centre como otros en América del Surpertenece a la “Xarxa (red) de Casals y Comunitats Catalans”.

Una de las primeras preocupaciones del Centre Català fue paliar la demanda laboral de los catalanes que llegaban a Asunción; Enrique Clarí propuso que se hiciera un listado de profesionales e industriales catalanes a los que podían recurrir los recién llegados. Es rescatable esta muestra de solidaridad de los ya asentados y acomodados en el Paraguay con relación a los paisanos que arribaban con los bolsillos vacíos.
En preparación a la fiesta de Navidad de 1914 se nombró como director de coro a Jaume Segalés; a cambio de sus servicios se le exoneró de la cuota social y la consumición que hiciere en el bufe. Ricart Comellas donó una bandera de seda de las cuatro barras y se dispuso en la sesión del 30 de diciembre del mismo año que la misma flameara delante de la entidad, junto con la española y paraguaya.
El local propio (Cerro Corá e Iturbe) se adquirió de los herederos de la familia Bianchi, el 22 de mayo de 1920. Fue posible gracias a un préstamo otorgado por Rius y Jorba, y otro por Ángel Moreno. Firmaron el contrato de compra venta: Estragués, Turró, Marsal, Escueliés y Bertó. En 1926 el Centre Català recibió un préstamo del consocio Isidro Ferrer a fin de cubrir un empréstito, quedando el local social hipotecado a su nombre hasta la cancelación del mismo, en diciembre de 1928.
Primer Consejo Directivo:
Presidente: Serafí Marsal
Vicepresidente: Joan Brossa
Secretario: Francesc Pamies
Vicesecretario: Santiago Puigbonet
Tesorero: Enric Clari
Bibliotecario: Ramón Sol
Vocales: Josep Codina, Amadeo Gratacós
Francesc Cartañà, Ignaci Clari i Josep Dalmau

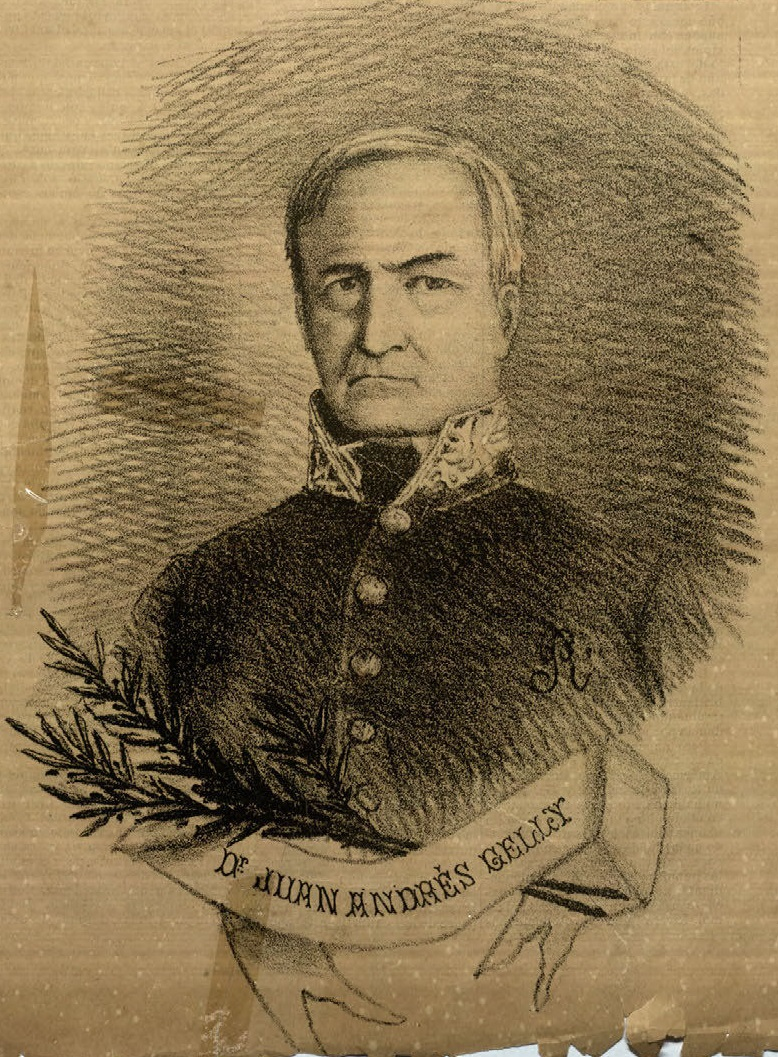
Dr. Juan Andrés Gelly

## Personas destacadas
- Tomás Bartomeus: futbolista.
- Ana María Casamayouret: cantante lírica.
- Raúl Cubas Grau: expresidente de la República (1998-1999).
- Margarita Durán Estragó: historiadora.
- Reneé Ferrer de Arréllaga: poeta y novelista.
- Verónica Forcadell: cantante.
- Jorge Garbett: músico y locutor.
- Jorge Guasch: exfutbolista.
- Juan Andrés Gelly: diplomático y político.
- Andrés Lobos Cosp: narrador.
- Gerardo Planás: excorredor, ganador del Rally del Chaco (1972-1978-1998).
- Alejandra Prayones: exmodelo y presentadora de TV.
- Jorge Puig: locutor y conductor de TV.
- Juan Rovira Salanueva: militar héroe de la Guerra del Chaco.
- Hipólito Sánchez Quell: escritor y político.
- Cynthia Tarragó: ex comunicadora y parlamentaria.
- Francisco Torné Gavaldá: dibujante y pintor.
- Carlos Villagra Marsal: poeta y narrador.
- Carlos Santiago Colombino Lailla: Pintor, Escultor, escritor y gran referente de la cultura del Paraguay, fundador y presidente del Centro Cultural Manzana de la Rivera.
- Antonio Augusto Lailla Cabañas y Ampuero: Excombatiente y chofer de la Guerra del Chaco, tuvo destacada actuación en defensa de la patria, formó parte de los primeros jóvenes en acudir al llamado de la defensa del país, se alistó en el destacamento 13 Tuyuti del Fotrin Nanawa y fue desmovilizado con el grado de Sargento Segundo.